# Juri Alexandrowitsch Zizinow
Juri Alexandrowitsch Zizinow (russisch Юрий Александрович Цицинов; * 24. August 1937 in Moskau, Russische SFSR; † 18. August 1994) war ein sowjetisch-russischer Eishockeyspieler, der über viele Jahre für Krylja Sowetow Moskau in der Klass A aktiv war und 1957 Sowjetischer Meister wurde. Mit der sowjetischen Nationalmannschaft gewann er die Bronzemedaille bei den Olympischen Winterspielen 1960.

## Karriere
Juri Zizinow begann seine Karriere 1956 bei Krylja Sowetow Moskau und gewann mit Krylja am Ende seiner ersten Saison den sowjetischen Meistertitel. 1958 wurde er sowjetischer Vizemeister mit Krylja, wo er meist mit Jewgeni Groschew in einer Reihe spielte. 1965 wechselte er innerhalb der Liga zu Lokomotive Moskau, ehe er 1967 für eine letzte Spielzeit zu Krylja Sowetow zurückkehrte. Insgesamt erzielte er 120 Tore in 370 Spielen in der Klass A.
Am 24. November 1959 stand er in einem Spiel gegen Schweden zum ersten Mal für die sowjetischen Nationalmannschaft auf dem Eis. Seine internationale Karriere wurde mit der Bronzemedaille bei den Olympischen Winterspielen 1960 gekrönt. Für die Nationalmannschaft erzielte er 10 Tore in 11 Länderspielen. Am 28. Februar 1960 bestritt er sein letztes Länderspiel.
1991 wurde er als Verdienter Meister des Sports der UdSSR ausgezeichnet.

## Erfolge und Auszeichnungen
- 1957 Sowjetischer Meister mit Krylja Sowetow Moskau
- 1958 Sowjetischer Vizemeister mit Krylja Sowetow Moskau
- 1960 Bronzemedaille bei den Olympischen Winterspielen

Goldmedaille bei der Europameisterschaft

## Statistik
(Legende zur Spielerstatistik: Sp oder GP = absolvierte Spiele; T oder G = erzielte Tore; V oder A = erzielte Assists; Pkt oder Pts = erzielte Scorerpunkte; SM oder PIM = erhaltene Strafminuten; +/− = Plus/Minus-Bilanz; PP = erzielte Überzahltore; SH = erzielte Unterzahltore; GW = erzielte Siegtore; 1 Play-downs/Relegation; Kursiv: Statistik nicht vollständig)